# Merionoeda caelata
Merionoeda caelata là một loài bọ cánh cứng trong họ Cerambycidae.